# Félicette

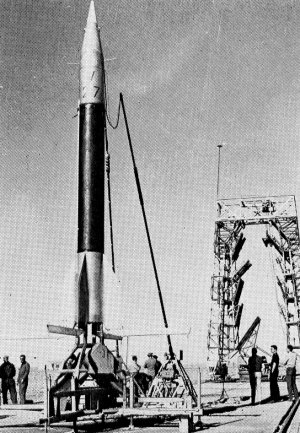
Een Véronique-raket (het type raket waarin Félicette haar ruimtereis maakte)

Félicette (bijnaam: Astrokat; sterfdatum januari 1964) was de eerste kat die een ruimtereis maakte. Zij maakte deel uit van het Franse ruimtevaartprogramma en is tot op vandaag de enige kat die in de ruimte verbleef en dit overleefde. Haar verblijf in de ruimte duurde 15 minuten. Het doel van haar ruimtereis was het verkrijgen van meer wetenschappelijke kennis over de effecten van gewichtloosheid. Daarnaast was de vlucht van groot belang voor Frankrijk, dat zich hiermee als derde ruimtevarende natie in de wereld vestigde. Alleen de Sovjet-Unie en de Verenigde Staten waren Frankrijk voorgegaan, maar hadden inmiddels wel al mensen de ruimte in gestuurd, zoals Joeri Gagarin en Alan Shepard.

## Training en ruimtevlucht
Félicette was een wit-zwarte zwerfkat uit Parijs, die door een dierenhandelaar werd gevonden en werd verkocht aan de Franse overheid. In 1963 had deze veertien katten in training zodat zij om konden gaan met hoge g-krachten en met veranderingen in druk in compressiekamers. Dit gebeurde bij Centre d'Enseignement et de Recherches de Médecine Aéronautique (CERMA).
Voordat de training en testen begonnen, kregen alle katten permanente elektrodes in hun hersenen om neurologische activiteiten te monitoren.
Op 18 oktober 1963 om 08:09 werd vanaf de Franse lanceerbasis Hammaguir in Algerije een Véronique-sondeerraket met Félicette aan boord gelanceerd. De raket bereikte een hoogte van 156 kilometer en de capsule met daarin Félicette kwam aan een parachute terug op aarde. De kat overleefde de vlucht waarbij een versnelling optrad van 9,5 g en maakte een veilige landing.
Na haar terugkeer bestudeerde CERMA het dier twee tot drie maanden. Daarna liet men haar inslapen zodat wetenschappers de elektrodes, die nog in haar hoofd zaten, konden onderzoeken.

## Andere dieren in de ruimte
Een week na de lancering van Félicette, op 24 oktober 1963, werd een tweede soortgelijke raket met daarin een kat gelanceerd. Bij de lancering van die vlucht ging er iets fout, waardoor de raket en kat pas na twee dagen konden worden geborgen. Deze kat had de vlucht niet overleefd. Sindsdien hebben voor zover bekend geen lanceringen met katten aan boord meer plaatsgevonden. Andere dan de twee vermelde raketlanceringen met katten aan boord zijn niet bevestigd.
Eerder waren in het Franse ruimtevaartprogramma ratten de ruimte in geschoten.
Nog eerdere dieren die een ruimtereis maakten waren o.a. vuurvliegjes in 1946, de aap Albert II in 1949 en een muis in 1950. De Russische hondjes Tsygan en Dezik maakten in 1951 een vlucht. De hond Laika maakte in 1957 een baan om de aarde.

## Standbeeld
In 2017 is een crowdfundingproject voltooid op Kickstarter om 50.000 euro bijeen te brengen voor een bronzen gedenkteken voor Félicette, in de vorm van een standbeeld dat het dier in combinatie met een raket uitbeeldt. De bedoeling was om het gedenkteken in 2018 in de stad Parijs op te richten. Het streefbedrag van het project is bereikt. In april 2019 werd bekendgemaakt dat het beeld bij de International Space University in Straatsburg moest komen. Het standbeeld werd op 18 december 2019 onthuld. Het beeld is 1,5 meter hoog en toont Félicette uiteindelijk op een wereldbol, starend naar de hemel.